# Elecciones presidenciales de Finlandia de 2012
Las elecciones presidenciales se celebraron en Finlandia el 22 de enero, la primera vuelta y la segunda vuelta el 5 de febrero del 2012. El mandato del candidato elegido comenzó el 1 de marzo de 2012 y durará hasta 2018. La presidenta en funciones Tarja Halonen no era elegible para la reelección, habiendo servido el máximo de dos términos.
Todos los ocho partidos políticos representados en el Parlamento nominaron a un candidato durante la segunda mitad del 2011. Ningún candidato recibió una mayoría de votos en la primera ronda; con 36,96 por ciento de los votos, Sauli Niinistö de la Coalición Nacional ganó la primera ronda y se enfrentó a Pekka Haavisto de la Liga Verde, que obtuvo el 18,76% de los votos, en un sistema de dos vueltas. Niinistö encabezó las elecciones antes de las elecciones, mientras que Haavisto estaba a la altura de Paavo Väyrynen, del Partido del Centro, que compitió por el segundo lugar, derrotando Väyrynen por un margen de 1,3 puntos porcentuales (unos 37.000 votos).
La elección marcó el final de una era de presidentes socialdemócratas. Estos ocuparon el cargo por un período continuo de 30 años. Era también la primera vez que un candidato de la Liga Verde estaba en la boleta de la elección.
Sauli Niinistö ganó la segunda ronda con el 62,6% de los votos (1,8 millones de votos), mientras que Pekka Haavisto recibió el 37,4% de los votos (1,1 millones de votos).

## Poder del presidente
Los poderes del Presidente fueron restringidos en la reforma constitucional en 2000, y aún más en 2012. Actualmente el presidente lidera la política exterior finlandesa junto con el gabinete. Sin embargo, los asuntos de la UE recaen en la autoridad del primer ministro. El presidente tiene poca fuerza doméstica. Él o ella puede disolver el parlamento, pero solo a petición del primer ministro. El presidente puede optar por no ratificar un proyecto de ley, pero solo lo devuelve al parlamento, que debe aprobar de nuevo el proyecto de ley para que se convierta en una ley sin la firma del presidente. Se ha reducido el poder del Presidente para nombrar funcionarios, pero todavía nombra a todos los oficiales militares así como a los jueces. El Presidente es el Comandante en Jefe de las Fuerzas de Defensa de Finlandia. El Presidente también tiene el poder de perdonar a cualquier persona involucrada en un crimen.

## Candidatos
Los ocho partidos representados en el Parlamento nominaron a un candidato. La nominación fue unánime en siete partidos, mientras que el candidato del Partido Socialdemócrata se decidió en una primaria, que fue ganada por Paavo Lipponen con 67% de los votos en contra de Tuula Haatainen, que obtuvo el 22% de los votos, e Ilkka Kantola, que recibió 11 % de los votos. A cada candidato se le dio un número de 2 a 9 - la votación se llevó a cabo escribiendo el número del candidato en la papeleta de votación.
Las asociaciones constitutivas de independientes o partidos no representados en el Parlamento deben reunir 20.000 firmas de votantes elegibles para participar en la elección. En 2012, no participaron tales asociaciones. Pekka Hallberg, presidente del Tribunal Supremo Administrativo, consideró la posibilidad de postularse como candidato no partidista, pero finalmente se retiró.
| Candidatos | Candidatos | Candidatos | Candidatos |
| --- | --- | --- | --- |
| Pekka Haavisto Liga Verde Miembro del Parlamento, Exministro de Medio Ambiente Número electoral: 2 Nominado el 11 de junio           | Timo Soini Verdaderos Finlandeses Miembro del Parlamento, líder del partido Verdaderos Finlandeses Número electoral: 3 Nominado el 15 de octubre | Paavo Väyrynen Partido del Centro Exministro de Relaciones Exteriores, exministro de Comercio Exterior Número electoral: 4 Nominado el 29 de octubre  | Paavo Lipponen Partido Socialdemócrata Ex primer ministro, ex Presidente del Parlamento Número electoral: 5 Nominado el 8 de octubre                             |
| Sauli Niinistö Coalición Nacional Exministro de Hacienda, ex Presidente del Parlamento Número electoral: 6 Nominado el 22 de octubre | Sari Essayah Demócrata Cristianos Miembro del Parlamento Europeo Número electoral: 7 Nominado el 26 de noviembre                                 | Eva Biaudet Partido Popular Sueco Ombudsman para las Minorías, exministro de Salud y Servicios Sociales Número electoral: 8 Nominado el 22 de octubre | Paavo Arhinmäki Alianza de la Izquierda Ministro de Cultura y Deporte, líder del partido Alianza de la Izquierda Número electoral: 9 Nominado el 20 de noviembre |

## Campaña
Según los analistas políticos Salla Laaksonen y Kimmo Elo, la principal línea divisoria entre los candidatos presidenciales en estas elecciones no es la división tradicional sobre la ideología, sino que los votantes están poniendo más énfasis en las opiniones de un candidato sobre la UE y las cuestiones sociales.
El profesor Leif Åberg ha descrito la campaña como "relativamente civil" , pero ha habido algunas acusaciones de campaña negativa. Algunos de los partidarios de Pekka Haavisto se sintieron ofendidos por un anuncio televisivo de la campaña Paavo Väyrynen, que dice que "una casa necesita un maestro y una amante". Los partidarios de Haavisto interpretaron esto como una burla sobre el estatus de relación de Haavisto (Haavisto vive en una asociación registrada con otro hombre). Väyrynen respondió rechazando esta interpretación y, a su vez, acusó a los partidarios de Haavisto de retorcer deliberadamente sus palabras. El satírico programa de televisión YleLeaks se burló de las elecciones a mediados de diciembre de 2011. La esposa de Niinistö, Jenni Haukio, se quejó con una carta al A Studio de YLE diciendo que era una persona privada. Un periodista político de A-Studio también criticó a Iltalehti de noticias en favor de Sauli Niinistö. El canciller Erkki Tuomioja acusó al editor A.-P. Pietilä de subestimar las habilidades de Haavisto en la política exterior basada en su compañero; Pietilä escribió, citando a un funcionario sin nombre, que la elección de Haavisto como presidente podría complicar la candidatura de Finlandia para ser elegido como un miembro no permanente en el Consejo de Seguridad de la ONU como varios países donde la homosexualidad está prohibida podría oponerse a la oferta en este escenario. (Pietilä trabaja para Suomen Lehtiyhtymä, que es poseído por el PM NCP Eero Lehti).

### Fondos
Las partes han presupuestado menos dinero para sus campañas que durante las últimas elecciones presidenciales en 2006. Esto es en parte debido a la crisis económica y en parte debido a escándalos que involucran fondos de campaña en los últimos años. Según las estimaciones iniciales, las cuatro partes más grandes planearon gastar menos de 3 millones de euros en combinación. De los candidatos de la segunda ronda, el presupuesto de Niinistö fue de 1,2 millones de euros y el presupuesto de Haavisto fue de 725.000 euros.

### Debates

#### Primera vuelta
MTV3 organizó un debate con los ocho candidatos el 14 de diciembre. Al discutir la crisis de la deuda soberana europea, seis de los candidatos creían en la supervivencia del euro, mientras que Soini y Väyrynen creían que la zona del euro se disolvería de una manera u otra. Väyrynen acusó a Lipponen y Niinistö de engañar al Parlamento, cuando Finlandia se unió a la moneda común en los primeros años del decenio de 2000 (cuando Lipponen y Niinistö eran las principales figuras del gobierno). Soini fue el único candidato para responder que, como presidente, abordaría la cuestión de devolver la finlandesa Karelia a Finlandia en conversaciones con el gobierno ruso. Todos los candidatos se opusieron a que Finlandia se uniera a la OTAN, aunque por razones ligeramente diferentes. Soini y Essayah subrayaron la importancia de una defensa nacional creíble, expresando su preocupación por los recortes de defensa. Lipponen también estaba preocupado por los efectos de la membresía de la OTAN en las Fuerzas de Defensa. Niinistö dijo que el aumento de la cooperación en materia de seguridad dentro de la UE podría hacer innecesario unirse a la OTAN a largo plazo. Biaudet subrayó también la defensa europea, mientras que Arhinmäki quería fortalecer el papel de la ONU. Los temas de la UE fueron los más importantes en el debate sobre el YLE el 15 de diciembre también. 
En un debate organizado por Helsingin Sanomat y Nelonen el 17 de enero, último día de votación anticipada, todos los candidatos expresaron su preocupación por la marginación social de los jóvenes. Los ocho países también criticaron el posible aumento de las garantías de Finlandia en el Fondo Europeo de Estabilidad Financiera, aunque Lipponen destacó la importancia de la cooperación europea y Biaudet dijo que Finlandia debería participar activamente en la solución de los problemas de la deuda de la UE. Mientras que siete candidatos pensaron que el papel del presidente en los asuntos de la UE es apoyar principalmente al gabinete encabezado por el primer ministro, Soini quería seguir políticas más independientes si se elige. Niinistö, Haavisto, Arhinmäki y Biaudet estaban preocupados por el efecto de las encuestas sobre el voto táctico y estaban dispuestos a prohibir la publicación de las encuestas de opinión dos semanas antes de las elecciones.
En un segundo debate sobre MTV3 el 18 de enero, Lipponen acusó a Niinistö de hipocresía, diciendo que aunque Niinistö ha hablado en contra de la codicia, también ha aceptado financiación de millonarios que, según Lipponen, han despedido a miles de trabajadores. Arhinmäki atacó a Niinistö por la condena de Niinistö de las huelgas ilegales, con el propio Arhinmäki sosteniendo que no hay tal cosa como una huelga ilegal. Niinistö se defendió de sus críticos, diciendo que todo el mundo tiene que participar en esfuerzos comunes para frustrar la crisis económica y que los conflictos laborales deben ser resueltos dentro de los medios legales. Soini se enfrentó a Haavisto, diciendo que el partido de Haavisto, la Liga Verde, quiere hacer que la gente pague más por la energía. Haavisto respondió distanciándose un poco de su partido, diciendo que la elección se trata de candidatos individuales en lugar de partidos.
El debate final previo a la primera ronda fue celebrado por YLE el 19 de enero. Se pidió a los candidatos que hicieran comentarios sobre la declaración del expresidente Mauno Koivisto, donde Koivisto expresó su preocupación por el continuo recorte del poder formal del presidente. Soini y Väyrynen compartían la preocupación de Koivisto y estaban dispuestos a aumentar los poderes del presidente, mientras que los otros seis candidatos estaban satisfechos con la situación actual. Al hablar de la OTAN, Väyrynen y Arhinmäki acusaron a Niinistö y Lipponen de ser demasiado favorables para ser miembros de la OTAN. Niinistö y Lipponen negaron estas acusaciones, y estas últimas las rechazaron como "teorías conspiratorias". 

#### Segunda vuelta
Helsingin Sanomat escribió que durante un debate sobre YLE el 30 de enero, "prácticamente la única cuestión" para poner de manifiesto las diferencias entre Niinistö y Haavisto fue su postura sobre la posible futura pertenencia de Finlandia al Consejo de Seguridad de la ONU. Niinistö dijo que, si un miembro, una participación más activa en las operaciones de mantenimiento de la paz se espera de Finlandia, mientras que Haavisto hizo hincapié en la gestión civil de crisis. En otro debate del 2 de febrero, las cuestiones enonométicas mostraron algunas distinciones entre los dos candidatos con Niinistö subrayando la importancia del crecimiento económico y restringiendo el crecimiento de la deuda y Haavisto expresando preocupaciones sobre los impactos del crecimiento económico sobre el medio ambiente y la desigualdad. Los analistas Juhana Torkki y Pertti Timonen declararon que tanto Niinistö como Haavisto pisan cuidadosamente durante la campaña antes de la segunda vuelta y que esta campaña tuvo menos "drama" que la de la primera ronda.

## Encuestas

### Primera vuelta
| Encuestadora                                     | 2 Pekka Haavisto | 3 Timo Soini | 4 Paavo Väyrynen | 5 Paavo Lipponen | 6 Sauli Niinistö | 7 Sari Essayah | 8 Eva Biaudet | 9 Paavo Arhinmäki |
| ------------------------------------------------ | ---------------- | ------------ | ---------------- | ---------------- | ---------------- | -------------- | ------------- | ----------------- |
| Research Insight Finland, 19 de enero de 2012    | 13%              | 6%           | 11%              | 4%               | 32%              | 2%             | 2%            | 3%                |
| Taloustutkimus, 19 de enero de 2012              | 12%              | 6%           | 10%              | 5%               | 29%              | 2%             | 2%            | 4%                |
| Research Insight Finland, 17 de enero de 2012    | 11%              | 7%           | 12%              | 3%               | 37 %             | 2%             | 2%            | 3%                |
| TNS Gallup, 17 de enero de 2012                  | 17%              | 9%           | 17%              | 6%               | 39 %             | 3%             | 2%            | 9%                |
| MC-Info, 14 de enero de 2012                     | 12%              | 9%           | 13%              | 5%               | 49 %             | 3%             | 2%            | 7%                |
| Taloustutkimus, 5 de enero de 2012               | 8.3%             | 7%           | 8,2%             | 4%               | 37 %             | 1%             | 2%            | 4%                |
| Research Insight Finland, 5 de enero de 2012     | 8%               | 9%           | 11%              | 6%               | 41 %             | 2%             | 1%            | 3%                |
| TNS Gallup, 3 de enero de 2012                   | 7%               | 9%           | 9%               | 7%               | 38 %             | 2%             | 2%            | 4%                |
| MC-Info, 23 de diciembre de 2011                 | 9%               | 11%          | 11%              | 9%               | 51 %             | 2.7%           | 2.5%          | 3.8%              |
| TNS Gallup, 17 de diciembre de 2011              | 6%               | 11%          | 9%               | 6%               | 43 %             | 2%             | 4%            | 5%                |
| Taloustutkimus, 15 de diciembre de 2011          | 6%               | 7%           | 9%               | 5%               | 40 %             | 2%             | 3%            | 3%                |
| Research Insight Finland, 2 de diciembre de 2011 | 6%               | 6%           | 7%               | 6%               | 43 %             | 1%             | 3%            | 3%                |
| TNS Gallup, 29 de noviembre de 2011              | 5%               | 9%           | 8%               | 7%               | 41 %             | 2%             | 3%            | 4%                |
| Taloustutkimus, 18 de noviembre de 2011          | 6%               | 8%           | 8%               | 7%               | 49 %             | 1%             | 3%            | 3%                |
| TNS Gallup, 15 de noviembre de 2011              | 6%               | 11%          | 10%              | 7%               | 44 %             | 1%             | 3%            | 3%                |
| Research Insight Finland, 9 de noviembre de 2011 | 6%               | 9%           | 6%               | 5%               | 47 %             | 1%             | 2%            | 1%                |
| TNS Gallup, 18 de octubre de 2011                | 6%               | 8%           | 6%               | 7%               | 50 %             | 2%             | 3%            | 2%                |
| Research Insight Finland, 1 de octubre de 2011   | 6%               | 11%          | 8%               | 11%              | 49 %             | 1%             | 2%            | 2%                |
| Taloustutkimus, 1 de octubre de 2011             | 6%               | 9%           | 6%               | 7%               | 62 %             |                | 5%            | 3%                |
| Taloustutkimus, 17 de septiembre de 2011         | 6%               | 8%           | 8%               | 12%              | 54 %             |                | 4%            | 4%                |
| TNS Gallup, 29 de agosto de 2011                 | 5%               | 6%           |                  | 9%               | 49 %             |                |               |                   |
| Research Insight Finland, 17 de agosto de 2011   | 3%               | 7%           | 1%               | 12%              | 51 %             |                | 1%            | 2%                |
| Taloustutkimus, 3 de agosto de 2011              | 6%               | 11%          |                  |                  | 60 %             |                |               | 4%                |
| Taloustutkimus, 21 de mayo de 2011               | 3%               | 4%           |                  |                  | 45 %             |                |               |                   |
| Taloustutkimus, 30 de abril de 2011              |                  | 8%           |                  |                  | 56.8 %           |                |               |                   |
| Taloustutkimus, 2 de diciembre de 2010           | 5%               | 11%          |                  |                  | 56 %             |                |               | 3%                |
| TNS Gallup, 8 de agosto de 2010                  | 4%               | 9%           |                  |                  | 43 %             |                |               | 3%                |
| Taloustutkimus, 6 de febrero de 2010             |                  |              |                  |                  | 45 %             |                |               |                   |
| Taloustutkimus, 21 de enero de 2010              |                  |              | 2%               | 4.0%             | 41.5 %           |                |               |                   |
| Taloustutkimus, 9 de agosto de 2009              |                  | 3%           | 1%               | 3%               | 41 %             |                |               |                   |
| Taloustutkimus, January 2009                     |                  | 3.1%         | 1.1%             | 2.9%             | 44.3 %           |                | 0.8%          |                   |
| Research Insight Finland, 3 de enero de 2009     | <2 %             | 6%           |                  | 3%               | 32 %             |                |               |                   |
| Taloustutkimus, July 2008                        |                  | 2.7%         |                  | 4.0%             | 37.3 %           |                | 2.0%          |                   |
| TNS Gallup, 21 de junio de 2007                  |                  | 6%           |                  |                  | 32 %             |                | 1%            |                   |

Note: the Taloustutkimus polls in 2011 before November as well as the MC-Info polls and TNS Gallup poll on 17 January omitted those interviewees who could not choose a candidate.

### Segunda vuelta
| Encuestadora                                  | Haavisto | 6 Sauli Niinistö |
| --------------------------------------------- | -------- | ---------------- |
| Taloustutkimus, 2 February                    | 38%      | 62%              |
| Research Insight Finland, 1 February          | 37%      | 63%              |
| TNS Gallup, 31 January                        | 36%      | 64%              |
| Research Insight Finland, 27 de enero de 2012 | 36%      | 64%              |
| MC-Info, 25 de enero de 2012                  | 35%      | 65%              |

## Resultados electorales
| Partido       | Partido                 | Candidato       | 1.ª vuelta | 1.ª vuelta | 2.ª vuelta | 2.ª vuelta |
| Partido       | Partido                 | Candidato       | Votos      | Porcentaje | Votos      | Porcentaje |
| ------------- | ----------------------- | --------------- | ---------- | ---------- | ---------- | ---------- |
|               | Coalición Nacional      | Sauli Niinistö  | 1.131.254  | 36.96%     | 1.802.400  | 62.6%      |
|               | Liga Verde              | Pekka Haavisto  | 574.275    | 18.76%     | 1.076.957  | 37.40%     |
|               | Partido del Centro      | Paavo Väyrynen  | 536.555    | 17.53%     |            |            |
|               | Verdaderos Finlandeses  | Timo Soini      | 287.571    | 9.40%      |            |            |
|               | Partido Socialdemócrata | Paavo Lipponen  | 205.111    | 6.70%      |            |            |
|               | Alianza de la Izquierda | Paavo Arhinmäki | 167.663    | 5.48%      |            |            |
|               | Partido Popular Sueco   | Eva Biaudet     | 82.598     | 2.70%      |            |            |
|               | Demócrata Cristianos    | Sari Essayah    | 75.744     | 2.47%      |            |            |
| Votos válidos | Votos válidos           | Votos válidos   | 3,060,771  | 100.00     | 2,879,753  | 100.00     |
| Votos nulos   | Votos nulos             | Votos nulos     | 9,658      | 9,658      | 25,133     | 25,133     |
| Participación | Participación           | Participación   | 3,070,429  | 69.74      | 2,904,886  | 68.98      |
| Registrados   | Registrados             | Registrados     | 4,402,622  | 4,402,622  | 4,402,622  | 4,402,622  |